# Soera De Sterrenstelsels
Soera De Sterrenstelsels is een soera van de Koran.
De soera is vernoemd naar de sterrenstelselen waarbij in de eerste aya gezworen wordt. Er wordt gesproken over de vervloeking van hen die de kuil maakten, over de farao en over het volk van Thamud.

## Bijzonderheden
De vervloeking over hen die de kuil groeven, is niet duidelijk. Het kan gaan over hen in de vuuroven, zoals ook genoemd in het Boek Daniël, over de vervolgde christenen in 523 in het Jemenitische Najran, over de heidenen van Mekka in het hellevuur of over hen die de gesneuvelden van de Slag bij Badr in een kuil verbrandden.